# 耶律石笃
耶律石笃，辽朝宗室，辽兴宗的孙子。
耶律石笃的父亲是皇太弟耶律和魯斡。他是长子，有两个弟弟：耶律遠，官至匡義節度使；耶律淳，被封为秦晉國王，辽末，一度稱帝。耶律石笃原为北院宣徽使。大康七年（1081年）六月丁卯，辽道宗以翰林学士王言敷參知政事，封北院宣徽使耶律石篤漆水郡王。